# L'invenzione di Morel (romanzo)
L'invenzione di Morel (titolo orig. La invención de Morel) è un romanzo fantascientifico di Adolfo Bioy Casares, pubblicato nel 1940. Sebbene sia il suo settimo libro, viene considerato l'esordio della sua carriera letteraria, l'opera che permise all'autore, come per sua stessa ammissione, di raggiungere finalmente la notorietà e di vincere nel 1941 il Primo premio municipale per la letteratura della città di Buenos Aires. La disegnatrice della copertina della prima edizione fu Norah Borges, sorella di Jorge Luis Borges, amico e coautore per l'intera vita.

## Trama
Un fuggitivo si nasconde su un'isola deserta da qualche parte nella Polinesia. Alcuni turisti giungono sull'isola, e la sua paura di essere scoperto diviene un'emozione mista quando si innamora di una di loro. Egli vuole esprimerle i suoi sentimenti, ma un fenomeno anomalo li tiene distanti.
Il fuggitivo inizia a scrivere un diario dopo che i turisti arrivano sull'isola deserta dove si sta nascondendo. Nonostante consideri la loro presenza un miracolo, egli ha paura che essi lo portino al cospetto delle autorità. Si ritira così nelle paludi mentre essi si accampano nel museo sulla cima della collina in cui prima viveva. Con l'avanzare di questo diario veniamo a sapere che il fuggitivo è uno scrittore proveniente dal Venezuela condannato all'ergastolo. Egli crede che si trovi sull'isola (inventata) di Villings, una parte delle Isole Ellice (ora Tuvalu), ma non ne è sicuro; tutto ciò che sa è che l'isola è il bersaglio di una strana malattia i cui sintomi sono simili a quelli dell'avvelenamento da radiazione.
Tra i turisti c'è una donna che va a vedere il tramonto ogni giorno dalla scogliera sul lato occidentale dell'isola. Il fuggitivo la spia e mentre lo fa si innamora di lei. Lei ed un altro uomo, un giocatore di tennis con la barba chiamato Morel che le fa spesso visita, parlano tra di loro in francese. Morel la chiama Faustine. Il fuggitivo decide di avvicinarsi a lei, ma lei non reagisce di fronte a lui; egli presume perciò che lei lo stia ignorando, ma gli incontri con gli altri turisti producono lo stesso risultato: nessuno sull'isola sembra notarlo. Egli fa presente che le conversazioni tra Faustine e Morel si ripetono ogni settimana e teme di stare per impazzire.
Tutto ad un tratto i turisti scompaiono. Il fuggitivo ritorna al museo per investigare e non trova tracce di persone che siano state lì durante la sua assenza: egli riconduce la sua esperienza a del cibo avvelenato, ma i turisti durante quella stessa notte ricompaiono. Essi sembrano essere comparsi dal nulla e parlano ancora una volta come se fossero lì già da un po' di tempo; il fuggitivo li guarda da vicino, mentre cerca ancora di evitare il contatto diretto, e nota altre strane cose: nell'acquario si imbatte in due copie identiche del pesce morto che aveva trovato il giorno del suo arrivo. Durante una giornata passata alla piscina, vede i turisti che saltellano per scrollarsi di dosso il freddo, sebbene il caldo sia insopportabile. L'avvenimento più strano che nota è la presenza di due soli e due lune nel cielo.
Egli allora elabora molte teorie riguardo a ciò che sta avvenendo sull'isola, ma scopre la verità solamente quando Morel racconta agli altri turisti che ha registrato le loro azioni della settimana passata con una macchina di sua invenzione capace di riprodurre la realtà: egli afferma che la registrazione catturerà le loro anime, e che attraverso la sua ripetizione essi rivivranno quella settimana per sempre e che passerà l'eternità con la donna che ama. Nonostante Morel non menzioni il suo nome, il fuggitivo è sicuro che stia parlando di Faustine.
Dopo aver sentito che le persone registrate in esperimenti precedenti sono morte, uno dei turisti suppone correttamente che anche loro moriranno. L'incontro finisce bruscamente quando Morel se ne va arrabbiato. Il fuggitivo raccoglie degli appunti di Morel e apprende che la macchina continua a funzionare grazie ai venti e alle maree che la riforniscono di una quantità infinita di energia cinetica. Capisce che i fenomeni dei due soli e delle due lune sono una conseguenza di ciò che è accaduto quando la registrazione si è sovrapposta alla realtà—uno è il sole reale e l'altro rappresenta la posizione del sole nel momento della registrazione. Di conseguenza anche tutti gli altri strani accadimenti che erano avvenuti sull'isola avevano una spiegazione simile.
Il fuggitivo inizia ad immaginare tutti gli usi possibili per l'invenzione di Morel, compresa la creazione di un secondo modello per far risorgere le persone. Nonostante ciò prova repulsione per i "nuovi tipi di fotografie" che abitano l'isola, ma con il passare del tempo accetta la loro esistenza. Impara come azionare la macchina e inserisce se stesso nella registrazione così che sembri che lui e Faustine siano innamorati, benché possa aver giaciuto con Alec ed Haynes. Ciò lo infastidisce, ma è fiducioso del fatto che ciò non importerà nell'eternità che passeranno insieme: per lo meno è sicuro che lei non sia l'amante di Morel.
Nelle ultime pagine del diario il fuggitivo descrive come sta aspettando che la sua anima passi nella registrazione mentre sta morendo: chiede un favore alla persona che inventerà una macchina capace di fondere le anime basata sull'invenzione di Morel; chiede, come atto di misericordia, che l'inventore le cerchi e che gli permetta di entrare nella coscienza di Faustine.

## Personaggi

### Personaggi principali
- Il fuggitivo: è l'unica persona reale sull'isola poiché tutti gli altri sono parte della registrazione. Lo stato di paranoia che riflette nel diario apre alla possibilità che sia allucinato. Sembra essere istruito, sebbene non si ricordi bene il messaggio finale di Tsutomi Sakuma (vedi "Allusioni/riferimenti alla storia reale" in basso). Inoltre ignora che Villings non può essere una parte di Tuvalu, perché le isole di questo arcipelago sono atolli: sono piatte, poco al di sopra del livello del mare, senza colline o scogliere, a differenza di Villings. Il suo discorso finale indica che era stato mandato in prigione per motivi politici.
- Faustine: è il personaggio più ambiguo del romanzo o perlomeno quello che il fuggitivo ha valutato peggio. Assomiglia ad una zingara, parla francese come una sudamericana e le piace parlare del Canada. È ispirata dalla stella del film muto Louise Brooks.
- Morel: è il genio che guida di proposito un gruppo di persone e le conduce a morte. Il fuggitivo lo disprezza per gelosia, ma alla fine giustifica le sue azioni. Il suo nome è un tributo all'analogo personaggio de L'isola del dottor Moreau.

### Personaggi secondari
- Dalmacio Ombrellieri: è un venditore di tappeti italiano che vive a Calcutta. Racconta al fuggitivo dell'isola e lo aiuta ad arrivare lì.
- Alec: è un timido commerciante orientale di lana con gli occhi verdi. Potrebbe essere l'amante o di Faustine o di Dora, o solamente il loro confidente. Come per il resto delle persone del gruppo, vede Morel come una figura messianica.
- Dora: è una donna bionda con una grande testa ed è un'amica stretta di Alec e Faustine. Il fuggitivo spera che lei, e non Faustine, sia l'amante di Alec. In seguito egli pensa a lei come interesse amoroso di Morel quando sospetta che dopotutto quest'ultimo possa non essere innamorato di Faustine.
- Irene: è una donna alta con lunghe braccia e un'espressione di disgusto che non crede che l'esposizione alla macchina li ucciderà. Il fuggitivo pensa che se Morel non è innamorato né di Faustine né di Dora, allora è infatuato di lei.
- Signora anziana: è probabilmente imparentata con Dora, perché stanno sempre insieme. È ubriaca durante la notte del discorso di Morel, ma il fuggitivo pensa ancora che potrebbe rappresentare l'interesse amoroso di Morel se egli non è innamorato delle altre donne.
- Haynes: è addormentato nel momento in cui Morel sta per iniziare il suo discorso. Dora dice che è nella stanza da letto di Faustine e che nessuno lo può far uscire da lì perché è sovrappeso. Non si sa cosa faccia lì, ma il fuggitivo non è geloso di lui. Morel in ogni caso tiene il discorso.
- Stoever: è colui che indovina che stanno tutti per morire. Gli altri membri del gruppo gli impediscono di seguire Morel quando lascia l'acquario. Si calma e il fanatismo del gruppo verso Morel prevale sul suo istinto di sopravvivenza.

## Temi principali
- Immortalità: all'interno dei confini della storia l'invenzione di Morel rappresenta l'invenzione dell'immortalità fisica. Sia Morel che il fuggitivo la preferiscono all'immortalità spirituale, perché la considerano la soluzione a tutti i problemi.
- Amore e solitudine: la solitudine rappresenta la morte per il fuggitivo mentre l'amore rappresenta la vita. Spiega tutto ciò quando dice, "Non sono più morto--Sono innamorato". È possibile che Morel interpreti le cose in modo simile.
- Controllo: il fuggitivo lotta per riprendere il controllo della sua vita dopo la sua ingiusta condanna ma fallisce. Quando scopre un posto in cui può avere il controllo (l'isola) rischia la sua vita per arrivare lì, ma l'isola è sotto il controllo della macchina e il fuggitivo continua a combattere invano. Il suo amore per Faustine rinnova la sua speranza, ma quando capisce che una relazione del genere è impossibile, ci rinuncia e aspetta che un ipotetico inventore proveniente dal futuro gli dia ciò che non può ottenere. Morel, d'altra parte, è una figura onnipotente che controlla chiunque sia vicino a lui. Quando non può far ritornare da sé il suo amore, si inventa una macchina che li metterà sotto il suo controllo forzandola a passare l'eternità con lui.

## Citazioni
(Jorge Luis Borges)
(Octavio Paz)

## Premi
- First Municipal Prize for Literature of the City of Buenos Aires, 1941[senza fonte]

## Adattamenti dell'opera
- Il film del 1961 L'anno scorso a Marienbad è stato influenzato da questo romanzo
- Nel 1967 Claude-Jean Bonnardot ha adattato il romanzo per un film televisivo (L'invention de Morel)
- Nel 1974 Emidio Greco ha adattato il romanzo in un film omonimo
- Il film del 1986 Man Facing Southeast di Eliseo Subiela fa riferimento al libro come possibile ispirazione della storia dell'esistenza di Rantes. Questo film probabilmente ha ispirato il romanzo K-PAX, che è stato a sua volta trasposto nel film K-PAX - Da un altro mondo.
- Nel 1995 la Eva Halac Company ha adattato il romanzo in uno spettacolo di burattini che presentava un attore reale nei panni del fuggitivo
- Nel 1996 l'artista Carlos Boccardo ha realizzato un'installazione ispirata a questo romanzo
- Il film del 2005 The Piano Tuner of Earthquakes, di Stephen e Timothy Quay, è stato originariamente ispirato da questo romanzo

## Citazioni e ispirazioni
- Saggio sul principio della popolazione: nel corso del romanzo il fuggitivo cita la posizione di Thomas Malthus sul controllo della popolazione poiché pensa sia l'unico modo per prevenire il caos se l'umanità usasse l'invenzione di Morel per raggiungere l'immortalità. Egli vuole inoltre scrivere un libro intitolato Elogio di Malthus.
- De natura deorum: prima di scoprire la verità riguardo all'isola il fuggitivo cita il libro di Cicerone come spiegazione dell'apparizione di due soli nel cielo.
- Tea for Two: ai turisti piace ballare la canzone tratta dal musical di Broadway No, No, Nanette. Questa canzone fa presagire l'amore del fuggitivo per Faustine.
- Il romanzo ha degli elementi in comune con il romanzo del 1934 XYZ di Clemente Palma[senza fonte] e soprattutto con il più famoso L'isola del dottor Moreau, che è stato il più influente dei due (vedi #Personaggi) Allo stesso modo, altre opere di fiction condividono con questo romanzo alcuni elementi: ad esempio i fan del videogioco Myst credono che questo romanzo sia una delle fonti di ispirazione[senza fonte].

## Influenze su altre opere
- Villings appare nel mondo di La Lega degli Straordinari Gentlemen come un'isola al largo delle coste del Sud America
- Il romanzo viene citato nell'episodio della stagione 4 di Lost intitolato Eggtown.
- L'albo n. 442 bis di Dylan Dog 'L'isola dai due soli' è ispirato al romanzo

## Edizioni italiane
- L'invenzione di Morel, traduzione di Livio Bacchi Wilcock, Collana Il pesanervi n.3, Milano, Bompiani, 1966. - I piccoli delfini n.28, Bompiani, 1974; Introduzione di Jorge Luis Borges, Collana Tascabili n.364, Bompiani, 1985; Nota di Michele Mari, Collana I grandi tascabili n.387, Bompiani, 1994, ISBN 978-88-452-2389-1.
- L'invenzione di Morel, traduzione di Francesca Lazzarato, Collana Sur. Nuova serie n.4, Milano, SUR, 2017, ISBN 978-88-699-8062-6.